# 2MASS J00283943+1501418
2MASS J00283943+1501418 ist ein Brauner Zwerg im Sternbild Fische. Er wurde 2000 von J. Davy Kirkpatrick et al. entdeckt. 2MASS J00283943+1501418 gehört der Spektralklasse L3 an.